# Bolsjewistisch Rusland
Bolsjewistisch Rusland (regering) of Sovjet-Rusland (gebied; Russisch: Советская Россия; Sovjetskaja Rossija) is een informele term die door historici wordt gebruikt voor de bolsjewistische regering en hun grondgebied tijdens de Russische Burgeroorlog, vanaf de bolsjewistische Oktoberrevolutie op 7 november 1917 tot de oprichting van de Sovjet-Unie op 30 december 1922. De benaming Sovjet-Rusland werd echter ook tot lang daarna gebruikt in het Westen.

## Geschiedenis
In de betreffende periode waren er nog geen socialistische sovjetrepublieken of autonome gebieden (nationale dan wel autonome districten) opgericht voor de individuele nationaliteiten uit het voormalige keizerrijk Rusland. In het begin werd het gebied Russische Sovjetrepubliek (Российская Советская Республика; Rossiejskaja Sovjetskaja Respoeblika) genoemd. Op het Derde Heel-Russische Congres van Sovjets in 1918 werd de naam echter vastgesteld als Russische Socialistische Federatieve Sovjetrepubliek (RSFSR). In hetzelfde jaar werd de eerste grondwet aangenomen. Na de oprichting van de Sovjet-Unie werd het begrip Sovjet-Rusland met name in het Westen nog lang als synoniem voor de hele Sovjet-Unie gebruikt daar de Russen de hoofdmoot van de bevolking vormden en de aanspraak van de Sovjet-Unie op de term multinationale staat niet werd erkend.

### Oekraïne en Russische Verre Oosten
Voor het aangrenzende Oekraïne bestond ook de benaming Sovjet-Oekraïne voor de Oekraïense Socialistische Sovjetrepubliek, maar tot 1920 was dit gebied in tegenstelling tot Sovjet-Rusland overwegend in handen van witte troepen (zie Volksrepubliek Oekraïne, Tsentralna Rada, West-Oekraïense Volksrepubliek,  Oekraïense Staat en Directoraat van Oekraïne). De Verre-Oostelijke Republiek was van 1920 tot 1922 onafhankelijk van Sovjet-Rusland, al was ze er in de praktijk nauw mee verbonden.